# Siao Jün-cchung
Siao Jün-cchung (čínsky pchin-jinem Xiāo Yúncóng, znaky zjednodušené 萧云从, tradiční 蕭雲從; 1596–1673) byl čínský malíř, kaligraf a básník pozdně mingského a raně čchingského období.

## Jména

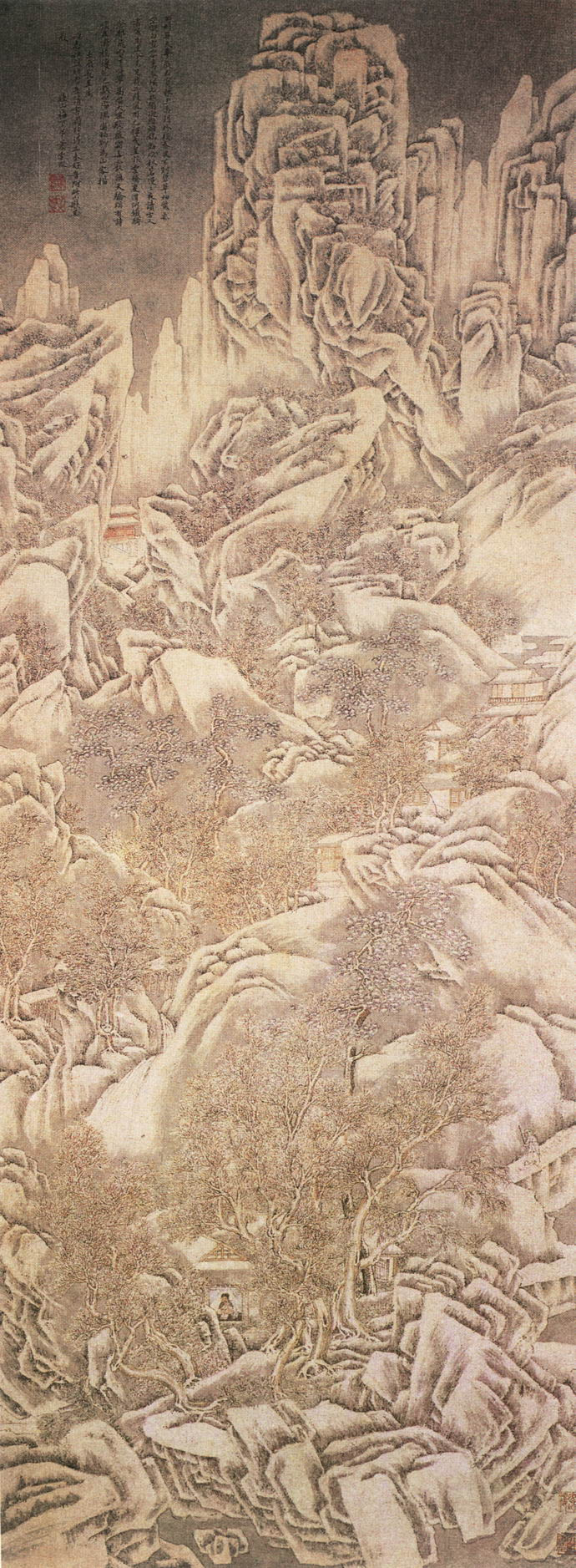
Četba ve Sněžných horách (雪岳读书), Palácové muzeum, Peking.

Siao Jün-cchung používal zdvořilostní jméno Čch’-mu (čínsky pchin-jinem Chǐmù, znaky 尺木) a umělecké pseudonymy Wu-men tao-žen (čínsky pchin-jinem Wúmèn dàorén, znaky zjednodušené 无闷道人, tradiční 無悶道人), Čung-šan lao-žen (čínsky pchin-jinem Zhōngshān lǎorén, znaky 中山老人) a An-chuej Wu-chu-žen (čínsky pchin-jinem Ānhuī Wúhúrén, znaky zjednodušené 安徽芜湖人, tradiční 安徽芜湖人).

## Život a dílo
Siao Jün-cchung pocházel z Wu-chu (v moderní provincii An-chuej), v jeho době okresu prefektury Tchaj-pching.
Znám byl svými malbami krajin, jako například albem Tchaj-pching šan-šuej tchu-chua (太平山水图画, volně „Prefektura Tchaj-pching v obrazech“ 1648), obsahujícím 43 ilustrací scenérií ze tří okresů prefektury doplněných příhodnými básněmi. V nichž užíval zkroucené tahy suchým štětcem zvané kuej-šu-pchaj (姑熟派). Jeho styl byl originální a nedržel se žádného vzoru. V kaligrafii je zaznamenáníhodné jeho dílo Mej-chua tchang i-kao (梅花堂遗稿). celý život zachovával věrnost dynastii Ming.